# رجائي ديفيس
رجائي ديفيس ولد في 19 اكتوبر 1980 هو لاعب بيسبول أمريكي محترف سابق. لعب في دور البيسبول الرئيسي م ل ب لصالح نيويورك ميتس يعمل حاليًا لدى م ل ب في قسم عمليات البيسبول.
في عام 1999، تخرج ديفيس من مدرسة نيو لندن الثانوية حيث حصل على رسائل من خلال لعب البيسبول وكرة السلة وكرة القدم .  خلال الصيف كان عضوًا في فريق New London American Legion . 